# 로라 애슐리 새뮤얼스
로라 애슐리 새뮤얼스(영어: Laura Ashley Samuels, 1990년 8월 29일 ~ )는 미국의 배우이다.

## 영화
- 워크 오브 페임 (2015년)
- 덤벨스 (2014년) - 캔디 역
- 더 치팅 팩트 (2013년)
- 인 타임 (2011년) - 사기타 역
- 더 파이널 (2010년)